# Gifhorn
Gifhorn (pronunciación en alemán: /ˈɡɪfˌhɔʁn/ⓘ) es una ciudad al norte de Alemania dentro de la Braunschweiger Land y en el este de Baja Sajonia. Posee cerca de 42.658 Habitantes sobre una superficie 104,86 km² (Catastro de 30 de septiembre de 2005).